# Hot Chix 'n' Gear Stix
Hot Chix 'n' Gear Stix es un videojuego de carreras desarrollado por Fiendish Games y Driver-Inter y publicado por Fiendish Games, Global Star Software, Midas Interactive Entertainment y Xtend New Media para Microsoft Windows. El juego fue seguido por el juego SuperChix '76.

## Jugabilidad
Cuenta con dos modos de juego: campeonato y contrarreloj. Hay un total de tres pistas: Alpes, Arizona y Sibera. Al igual que en otros juegos de carreras, no se puede avanzar a la siguiente pista sin terminar primero en la pista anterior. Se puede elegir correr tanto hacia adelante como hacia atrás en cada pista. Hay un total de seis autos para elegir antes de competir. Hay un total de seis chix, cada una de las cuales está asignada a un automóvil, cada una de estas hermosas damas competirá contra el jugador en el modo campeonato. En el modo campeonato, el único objetivo es quedar primero en la carrera para avanzar a la siguiente pista.